# 1000-km-Rennen von Kristianstad 1956

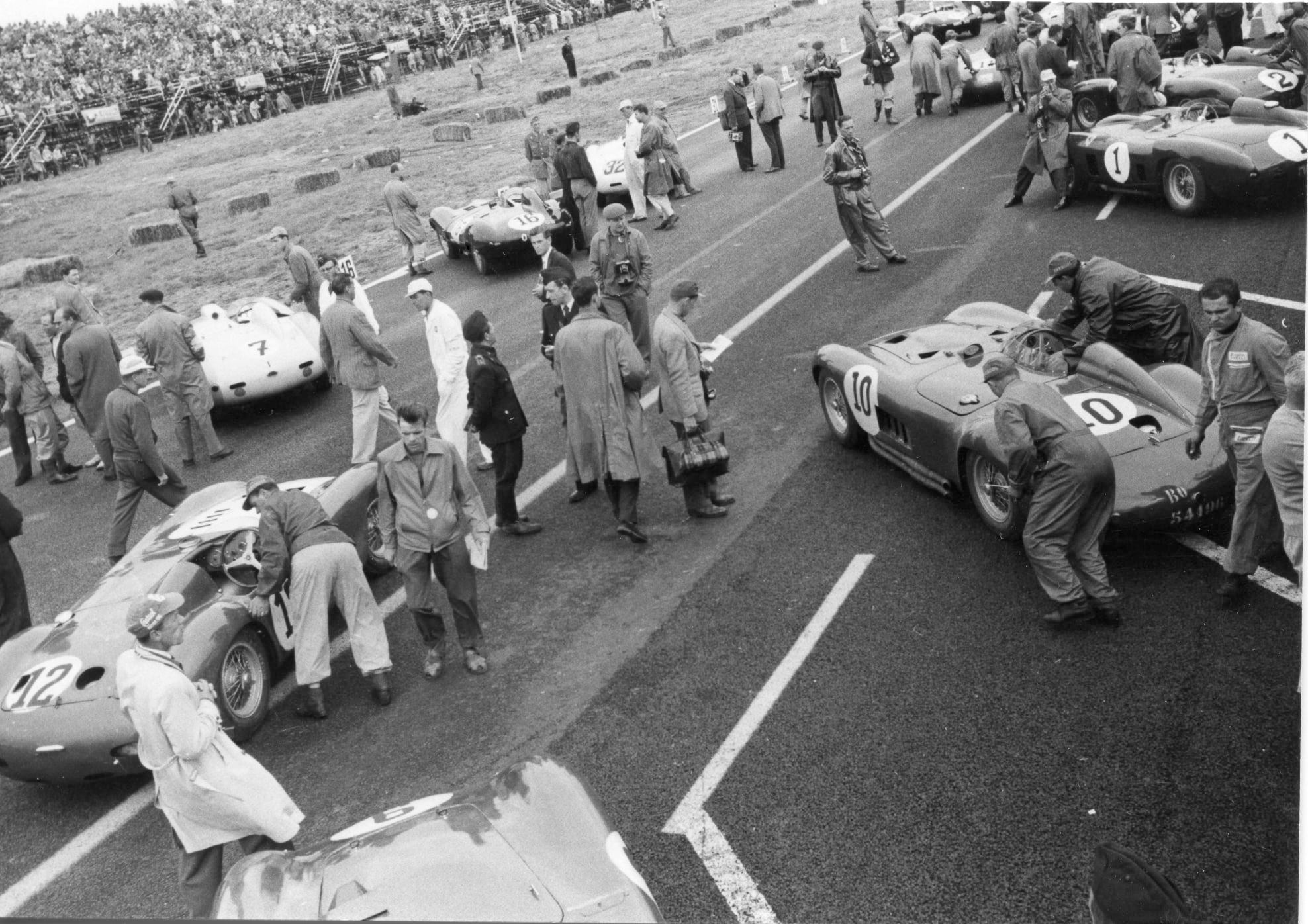
Aufstellung zum Rennstart

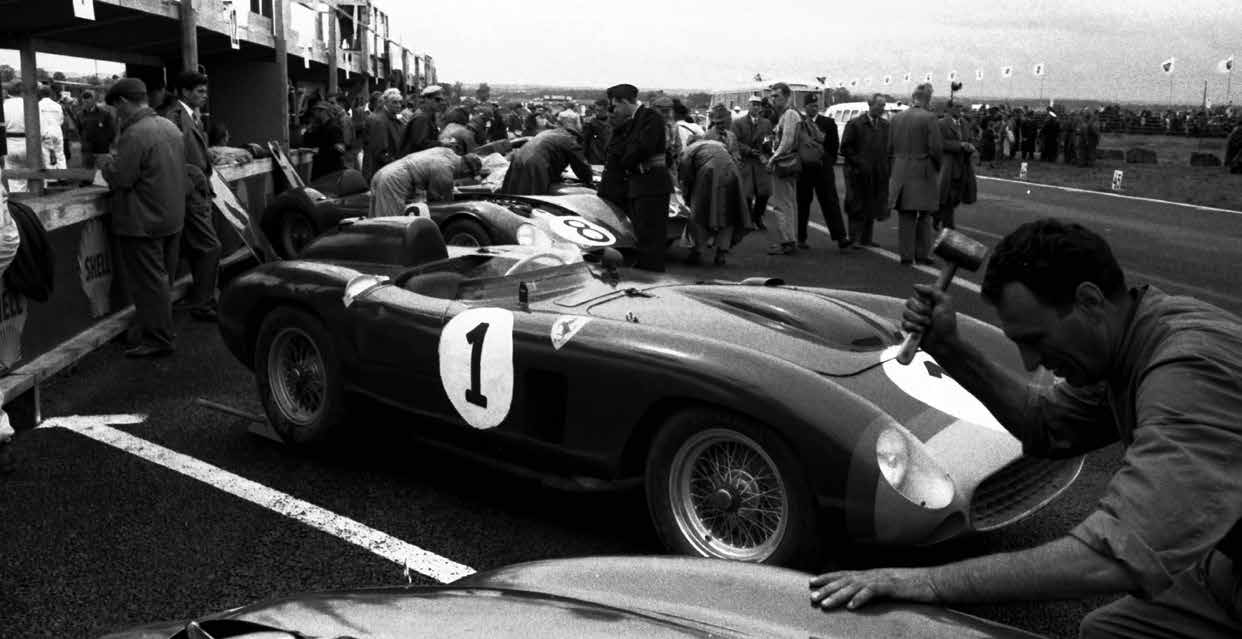
Der zweitplatzierte Ferrari 290MM von Peter Collins und Wolfgang von Trips

Das 1000-km-Rennen von Kristianstad 1956, auch Sveriges Grand Prix, Råbelövsbanan, Kristianstad, fand am 12. August auf der Rennstrecke von Råbelövsbanan statt und war der fünfte und letzte Wertungslauf der Sportwagen-Weltmeisterschaft dieses Jahres.

## Das Rennen

### Vorgeschichte
Wie schon bei den Rennen davor, kam es auch beim Großen Preis von Schweden zum Zweikampf zwischen der Scuderia Ferrari und der Rennmannschaft von Maserati. Nach dem Fünffachsieg der Scuderia bei der Mille Miglia, gewannen Piero Taruffi und Harry Schell den vierten Meisterschaftslauf, das 1000-km-Rennen am Nürburgring, für Maserati.
Ferrari brachte fünf Werkswagen nach Schweden. Phil Hill, Maurice Trintignant, Peter Collins, Olivier Gendebien, Robert Manzon und Wolfgang Graf Berghe von Trips fuhren die 12-Zylinder-290MM; Juan Manuel Fangio, Alfonso de Portago, Mike Hawthorn, Duncan Hamilton und Eugenio Castellotti die 4-Zylinder-860 Monza. Dazu kamen fünf weitere Ferrari, die der skandinavische Ferrari-Importeur Tore Bjurström gemeldet hatte. Drei 750 Monza, ein 410 Sport, sowie ein 375MM; alles ehemalige Werkswagen. In einem saßen die schwedischen Carlsson-Brüder. Erik, einer der Brüder, wurde in den 1960er-Jahren einer der bekanntesten schwedischen Rallyefahrer.
Ferraris großer Gegner Maserati meldete fünf 300S. Der neue 450S wurde nur im Training gefahren. Die Fahrerbesetzung war ähnlich prominent wie bei der Scuderia. Luigi Villoresi, Umberto Maglioli, Stirling Moss, Jean Behra, Paco Godia, Joakim Bonnier, André Simon, Piero Taruffi, Harry Schell und der Schweizer Benoît Musy gingen für die Marke mit dem Dreizack an den Start. Der britische Motorsport war durch die Ecurie Ecosse und die Halbbrüder Peter und Graham Whitehead vertreten. Für die Marke Porsche gingen Privatteams an den Start.

### Das Rennen
Für Maserati begann das Rennen denkbar schlecht. Piero Taruffi hatte schon in der ersten Runde einen Unfall und musste aufgeben. Obwohl die 300S das Tempo der Ferrari mitfahren konnten, kam es zum totalen Debakel für Maserati. Die vier weiteren 300S fielen durch technische Defekte aus. Für Ferrari gab es den zweiten Fünffachsieg der Saison und den überlegenen Erfolg in der Gesamtwertung der Weltmeisterschaft. Drei Werkswagen – angeführt von Phil Hill und Maurice Trintignant – siegten vor zwei Bjurström-Wagen.

## Ergebnisse

### Schlussklassement
| 1               | S          | 3  | Scuderia Ferrari          | Phil Hill Maurice Trintignant                                  | Ferrari 290MM       | 153 |
| 2               | S          | 1  | Scuderia Ferrari          | Peter Collins Wolfgang von Trips                               | Ferrari 290MM       | 153 |
| 3               | S          | 2  | Scuderia Ferrari          | Alfonso de Portago Mike Hawthorn Duncan Hamilton Peter Collins | Ferrari 860 Monza   | 152 |
| 4               | SerS + 2.0 | 33 | Tore Bjurström            | John Kvarnström Erik Lundgren                                  | Ferrari 750 Monza   | 148 |
| 5               | SerS + 2.0 | 34 | Tore Bjurström            | Allan Borgefors Carl-Gunnar Hammarlund                         | Ferrari 375MM       | 147 |
| 6               | S          | 16 | Graham Whitehead          | Peter Whitehead Graham Whitehead                               | Jaguar D-Type       | 145 |
| 7               | S          | 7  | Tore Bjurström            | Sture Nottorp Ivar Andersson                                   | Ferrari 410 Sport   | 145 |
| 8               | SerS 2.0   | 43 | William Buff              | Richard von Frankenberg William Buff                           | Porsche 550 Spyder  | 138 |
| 9               | S          | 6  | Robert Tappan             | Olof Persson Robert Tappan Herbert MacKay-Fraser               | Ferrari 500TR       | 138 |
| 10              | SerS 2.0   | 46 | Bengt Martenson           | Bengt Martenson Björn Martenson                                | Ferrari 500 Mondial | 138 |
| 11              | SerS 2.0   | 45 | Wolfgang Seidel           | Peter Nöcker Wolfgang Seidel                                   | Porsche 550 Spyder  | 134 |
| 12              | SerS 2.0   | 41 | Equipe Nationale Belge    | Gilberte Thirion Claude Dubois                                 | Porsche 550 Spyder  | 133 |
| 13              | SerS 2.0   | 44 | Gert Kaiser               | Hans Herrmann Gert Kaiser                                      | Porsche 550 Spyder  | 125 |
| 14              | SerS + 2.0 | 35 | Raymond Fowler            | Raymond Fowler FitzRoy Somerset                                | Austin-Healey 100S  | 123 |
| Ausgefallen     |            |    |                           |                                                                |                     |     |
| 15              | S          | 4  | Scuderia Ferrari          | Juan Manuel Fangio Eugenio Castellotti                         | Ferrari 860 Monza   | 123 |
| 16              | S          | 10 | Officine Alfieri Maserati | Luigi Villoresi Umberto Maglioli Stirling Moss                 | Maserati 300S       | 115 |
| 17              | SerS + 2.0 | 31 | François Picard           | François Picard Jean-Claude Vidilles                           | Ferrari 750 Monza   | 103 |
| 18              | S          | 8  | Officine Alfieri Maserati | Jean Behra Stirling Moss                                       | Maserati 300S       | 96  |
| 19              | SerS + 2.0 | 32 | Tore Bjurström            | Gunnar Carlsson Erik Carlsson                                  | Ferrari 750 Monza   | 96  |
| 20              | S          | 15 | Ecurie Ecosse             | Ron Flockhart Ninian Sanderson Desmond Titterington            | Jaguar D-Type       | 38  |
| 21              | SerS + 2.0 | 36 | Equipe Nationale Belge    | Alain de Changy Freddy Rousselle                               | Ferrari 750 Monza   | 94  |
| 22              | S          | 14 | Ecurie Ecosse             | Desmond Titterington John Lawrence                             | Jaguar D-Type       | 88  |
| 23              | S          | 5  | Scuderia Ferrari          | Peter Collins Olivier Gendebien Robert Manzon                  | Ferrari 290MM       | 73  |
| 24              | SerS 2.0   | 42 | Mathieu Hezemans          | Mathieu Hezemans Hubert Oebels                                 | Porsche 550 Spyder  | 63  |
| 25              | S          | 11 | Officine Alfieri Maserati | Paco Godia Joakim Bonnier                                      | Maserati 300S       | 25  |
| 26              | S          | 12 | Officine Alfieri Maserati | Benoît Musy André Simon                                        | Maserati 300S       | 25  |
| 27              | S          | 9  | Officine Alfieri Maserati | Piero Taruffi Harry Schell                                     | Maserati 300S       | 1   |
| Nicht gestartet |            |    |                           |                                                                |                     |     |
| 28              | S          | T  | Officine Alfieri Maserati | Harry Schell Stirling Moss Piero Taruffi                       | Maserati 450S       | 1   |

1 Ölleck im Training

### Nur in der Meldeliste
Hier finden sich Teams, Fahrer und Fahrzeuge, die ursprünglich für das Rennen gemeldet waren, aber aus den unterschiedlichsten Gründen daran nicht teilnahmen.
| Pos. | Klasse | Nr. | Team           | Fahrer        | Chassis            |
| ---- | ------ | --- | -------------- | ------------- | ------------------ |
| 29   | S      |     | Joakim Bonnier | Erik Lundgren | Alfa Romeo 6C 3000 |

### Klassensieger
| Klasse     | Fahrer                  | Fahrer              | Fahrzeug           | Platzierung im Gesamtklassement |
| ---------- | ----------------------- | ------------------- | ------------------ | ------------------------------- |
| S          | Phil Hill               | Maurice Trintignant | Ferrari 290MM      | Gesamtsieg                      |
| SerS + 2.0 | John Kvarnström         | Erik Lundgren       | Ferrari 750 Monza  | Rang 4                          |
| SerS 2.0   | Richard von Frankenberg | William Buff        | Porsche 550 Spyder | Rang 8                          |

### Renndaten
- Gemeldet: 29
- Gestartet: 27
- Gewertet: 14
- Rennklassen: 3
- Zuschauer: 37500
- Wetter am Renntag: warm und trocken
- Streckenlänge: 6,537 km
- Fahrzeit des Siegerteams: 6:33:47,700 Stunden
- Gesamtrunden des Siegerteams: 153
- Gesamtdistanz des Siegerteams: 1000,161 km
- Siegerschnitt: 152,388 km/h
- Pole Position: Stirling Moss – Maserati 300S (#8) – 2:23,000 = 164,568 km/h
- Schnellste Rennrunde: Peter Collins - Ferrari 290MM (#1) – 2:26,200 = 160,966 km/h
- Rennserie: 5. Lauf zur Sportwagen-Weltmeisterschaft 1956